# Општина Лунгулецу (Дамбовица)
Лунгулецу (рум. Lunguleţu) општина је у Румунији у округу Дамбовица.
Oпштина се налази на надморској висини од 139 m.